# Historia del Departamento de Artigas
Artículo de Olga Pedron "Episodios Históricos" del libro "Artigas" de la colección de libros "Los departamentos": 

## Los primeros tiempos
Podría decirse que el desierto que fue el departamento de Artigas hasta la fundación de Bella Unión correspondía a las Misiones Jesuíticas.
A la Estancia de Yapeyu pertenecía su administración. Yapeyu será el centro colonizador de la zona comprendida al norte del Río Arapey y serán los misioneros jesuitas quienes poblaran de ganado estos territorios, salvajes e inhóspitos en aquellos tiempos. Lo harán no solo por afán civilizador, sino por la necesidad urgente de frenar el avance de los Bandeirantes paulistas, sobre las imprecisas fronteras hispano-portuguesas.
Durante muchísimo tiempo fueron los indios los únicos habitantes de dicha tierra y ellos dieron nombre a los ríos que limitan la región: el Guarey (actual Río Cuareim) al norte y el Arapey al sur.
Alrededor de 1710 desde la Vaquería del Mar, los jesuitas trajeron los primeros ganados para poblar la zona, convirtiéndola en campo de pastoreo de una riqueza sin dueño que se multiplicaría rápidamente. Aprovechando la abundancia del ganado, los indios se refugiaron en los montes del Río Cuareim, desde donde realizaban sus correrías por la región.
Insensiblemente el río se convertirá en el principal testigo de la tenaz lucha contra el avance portugués. En teoría la línea de Tordesillas corría muy lejos de las nacientes del Cuareim, pero en la práctica no fue un límite preciso. En los mapas este territorio era parte del dominio Español, pero en realidad era tierra de nadie. Y si bien las ocupó el indio, este era considerado como una cosa, un objeto, un infiel al que resultaba más conveniente exterminar que conservar, aunque no fuera ese el espíritu de la corona española.

## El cuerpo de Blandengues
Desde su creación el Cuerpo de Blandengues fue el encargado de la vigilancia de esta frontera.
José Artigas tuvo a su mando una partida volante que actuaba sobre el Cuareim. Su misión fundamental era poner en orden en la frontera los dominios portugueses; tarea ardua y difícil, teniendo en cuenta que en la América Española sobraban tierras y faltaba hombres. Hombres de trabajo, que se afincaran a la tierra para poblarla, como única forma de hacer efectivo el orden en la campaña.

## La riqueza ganadera
Las faenas clandestinas iban en aumento constante y los portugueses se unían a los indios para la matanza de ganados. A los portugueses les interesaba el cuero, la grasa, el sebo y el ganado en pie; los indios recibían a cambio caña, yerba, tabaco o metro y medio de algodón.
Lo que valía entonces era lo inmediato, y lo inmediato era el ganado, que servía para satisfacer, como elemento de consumo o de canje, el hambre y los vicios del indio y del gaucho. Y ni el uno ni el otro sentían ansias de progreso, una vez atendidas sus necesidades primarias. Hacía falta un tipo de hombre nuevo, que quisiera poblar y trabajar el territorio.
En esa época en esa región no existía el derecho de propiedad; predominaba la psicología trashumante del gaucho y del indio. No había interés en afincarse en forma definitiva a la tierra; aún no había aparecido el paisano en nuestro territorio.
Durante mucho tiempo la muerte anduviera suelta en estas tierras. Incluso José Artigas se opondrá a la población de estos parajes, tal vez por lo inhóspito de la zona, quizás por la belicosidad de los indios charrúas. 

## Los portugueses en el Cuareim
La lucha por la independencia al aflojar la atención y por ende la protección de este territorio, permitió a los portugueses afirmarse definitivamente sobre el Cuareim.
Producida la invasión portuguesa, las derrotas de Arapey y Catalán marcaran el fin de la actuación de Artigas sobre esta zona. Y el “Convenio de la Farola” cederá toda la actual extensión del departamento de artigas, a cambio de la construcción de un faro en la zona de Isla de Flores. La zona valía muy poco y no había gente con que poblarla; de ahí el cambio; un faro por un pedazo de tierra. 
En 1817 se produce la Batalla del Catalán a orillas del arroyo Catalán, entre las fuerzas del artiguismo, que comandaba Andrés Latorre, y los invasores portugueses al mando del marqués de Alegrete y el guerrillero Abreu, en el marco de la Invasión Portuguesa iniciada en 1816. Latorre sorprendió al enemigo y pareció que ganaría el combate, pero la llegada de refuerzos portugueses confundió a sus tropas, que huyeron. 
En 1820 el capitán José de Abreu (portugués) establecerá su campamento fijo en el Paso del Bautista, lugar estratégico. Y desde ahí distribuirá la tierra del hoy departamento de Artigas entre los soldados integrantes de su tropa.

## Campaña de las Misiones
Pero la paz duro poco. La frontera era muy imprecisa y el dominio portugués no pudo afirmarse. Por eso Fructuoso Rivera podrá conquistar el territorio de las Misiones en veinte días.
Los guaraníes habían sido aliados de Artigas, quizás esta haya sido una de las razones por las cuales confiaron en Rivera y lo siguieron cuando decidió abandonar las misiones. Como el límite sur de las Misiones era vago, Rivera las entregó, pero se estableció en el Río Cuareim y no en Arapey como querían los brasileños.

## Fundación deBella Unión
Si los orientales perdieron las Misiones, a los brasileros solo les quedó la tierra, porque Rivera trajo consigo todo lo que encontró a su paso: gente, ganado y cuanto pudo transportar. Pero los indios (que conocían las ideas de José Artigas) se reincorporaron al Estado Oriental mediante un pacto, inspirados en la idea de la libre determinación de los pueblos.
Con 8.000 indios guaraníes traídos de las Misiones, Rivera fundó Bella Unión, en la desembocadura del Río Cuareim en 1829.
Las rivalidades de los caudillos en torno a la primera presidencia de la república repercutió hondamente en Bella Unión, y la colonia fue destruida por decreto. Los indios guaraníes unidos a los charrúas en 1832, permanecieron en la zona al norte del Arapey, convirtiéndola en escenario de sus correrías.
El presidente Rivera, ordenó a su hermano Bernabé que “solucionara” el problema de los indios. En cumplimiento de la misión de pacificación, Bernabé Rivera fue muerto por los charrúas en la zona de Yacaré (actual poblado Bernabé Rivera).
Abandonado el primer centro poblado de la zona, la soledad y la muerte vuelven a convertirse en señoras de estas tierras.

## Pueblo del Cuareim (San Eugenio del Cuareim)
1851: ha terminado la Guerra Grande. Blancos y colorados ponen fin a la sangrienta lucha fratricida, con la ilusoria sentencia: “Sin vencidos ni vencedores”.
Sacando fuerzas de flaquezas, se inicia la lenta tarea de la reconstrucción del país, inspirada en la idea de la fusión nacional.
El gobierno de la república pone en práctica su nueva política de protección de fronteras y población de la campaña, orientándose a la fundación de pueblos, fundamentalmente fronterizos, que frenen la penetración e influencia de Brasil.
Este será el espíritu de la ley del 10 de julio de 1852, que en su artículo 5° establece: “Se creara un pueblo en la costa del Río Cuareim en el Paso del Bautista o en el Yuquerí” Y el artículo 6° dice: “El nuevo pueblo se denominara Cuareim y será asiento de la Sub-Receptoría del río de ese nombre”.
El 12 de septiembre una Junta Comisionada por la Junta Económica de Salto (Artigas era la 4° sección de dicho departamento), labra el acta de fundación, expresando “Convienen y declaran no haber encontrado otro lugar más adaptable y propio para el pueblo que el Paso del Bautista…” “En toda esta localidad se encuentran excelentes tierras areniscas propias para la labranza, abundantes y excelentes aguadas y buenas maderas de construcción y pajales, todo próximo e inmediato…”
“A 8 de setiembre de 1852 se empezaron a trabajar las primeras casas de este pueblo, el cual provisoriamente, con un convenio hecho entre miembros de la Comisión de Solares se llama Pueblo de San Eugenio del Cuareim”. Es de destacar que por ley debería llamarse solamente Cuareim, pero los vecinos y Carlos Catalá, que mucho tuvo que ver en esto, decidieron darle el nombre de San Eugenio, posiblemente en homenaje al general Garzón, ya fallecido en 1852.
En 1853 se incorpora a la Comisión de Solares el sacerdote don Luis de Grossi, gracias a cuyos datos podemos reconstruir los primeros años del pueblo. El 25 de mayo de ese año bendice la primera iglesia (un rancho de palo a pique donde hoy es el actual Mercado) para “festejar por primera vez en este nuevo pueblo al aniversario de la independencia de la República Oriental del Uruguay”.
En esa fecha el cura realiza el primer censo de pobladores. Viviín aquí 143 hombres, 80 mujeres y 112 niños, que hacían un total de 335 habitantes. El hecho que hubiera más hombres que mujeres corresponde a las características de todo pueblo de frontera, nacido para cumplir funciones de defensa.
En 1873 San Eugenio tuvo su primera junta auxiliar, presidida por don Bartolomé Ipar, dueño de la primera empresa de diligencias de la zona. En abril de ese año llega el alumbrado público con cuatro faroles a queroseno, colocados en cada esquina de la plaza Artigas, única plaza del pueblo por aquel entonces. Ya existía una escuela en dicho año.

## Creación del Departamento
Pero el pueblo de San Eugenio languidece y amenaza desaparecer. Bella Unión, que había sido repoblada en 1853 era la ciudad más populosa al norte del Arapey.
En 1884, el gobierno de Santos propuso la creación de los departamentos de Artigas y Rivera; el pueblo de San Eugenio solo contaba con 250 habitantes. Mientras Bella Unión contaba con más de 5.000 almas y aspiraba a convertirse en capital del departamento.
El 5 de septiembre de 1884 se aprobó la ley de creación del departamento de Artigas y San Eugenio resultó designada capital “porque hay que velar por el más desgraciado, que es San Eugenio”, según palabras de la época.

## Los Saladeros
El renacimiento de San Eugenio comenzara a partir de 1890, cuando en el pueblo de Quarai (ubicado en la margen derecha del río Cuareim) se establecieron los saladeros. Fundamentalmente el saladero Novo Quaray, que llegó a faenar más de medio millón de cabezas de ganado vacuno por año. De este mismo periodo data la instalación de ferrocarriles, que afirmaran definitivamente la existencia del pueblo.

## ElsigloXX
Hacia 1912 el automóvil hizo su aparición por las calles del pueblo; atrás, disolviéndose lentamente en el olvido, quedaban los padecimientos de la Revolución de 1904.
El hierro manufacturado cambiara la faz del pueblo. La chapa de cinc hizo su aparición, desplazando a los techos de tejas.
En el ámbito cultural se hizo sentir una profunda transformación con la fundación del Liceo Departamental en 1913, bajo la dirección del Sr Griot. 
A partir de entonces las transformaciones fueron rápidas. En 1920 arribo el primer aeroplano, era un Breguet de dos alas, quizás un sobrante de la Primera Guerra Mundial, recién terminada. Durante la visita del presidente José Serrato en 1925 se inauguró la luz eléctrica.
El 3 de abril de 1968 fue inaugurado el Puente Internacional de la Concordia, uniendo Artigas a la vecina ciudad de Quaraí. Su longitud es de 750 metros, con un ancho de 12 metros, y dos sendas peatonales.
En 1975, culmina la reforma de la Plaza Artigas y se inaugura la estatua ecuestre del Héroe Nacional José G. Artigas, la que se encuentra revestida con 6420 plaquetas de ágatas pulídas.
En la actualidad la ciudad cuenta con una Jefatura de Policía, dos Comisarías, un cuartel de Bomberos, tres centros de atención médica, varios hoteles y alojamientos, plazas, una Terminal de ómnibus, estadios de fútbol, parque “Paseo 7 de Setiembre”, escuelas, cuatro liceos, plazas de feriantes, supermercados, Free- Shop, aeropuerto, Regimiento de caballería mecanizada, clubes sociales, carnaval, fiestas criollas y encuentros ciclísticos, entre otras cosas. 
Todo lo demás es historia actual.